# Vallée de la Charentonne
Die Vallée de la Charentonne ist ein kleines Fließgewässer im mittleren Westen von Frankreich, das im Département Eure-et-Loir der Region Centre-Val de Loire westlich der Stadt Chartres verläuft.
Achtung! Nicht zu verwechseln mit dem Fluss Charentonne, Nebenfluss der Risle.

## Geografie

### Verlauf
Die Vallée de la Charentonne entspringt im südwestlichen Gemeindegebiet von Le Thieulin, entwässert mit meist geringer Wasserführung generell Richtung Ostnordost und mündet nach rund 16 Kilometern im Gemeindegebiet von Saint-Luperce als rechter Nebenfluss in die Eure.

### Orte am Fluss
(Reihenfolge in Fließrichtung)
- La Chapelle, Gemeinde Le Thieulin
- Chailleau, Gemeinde Chuisnes
- Bottin, Gemeinde Fruncé
- Saint-Germain-le-Gaillard
- Saint-Luperce

## Sehenswürdigkeiten
- Château de Blanville, Schloss aus dem 17. und 18. Jahrhundert am Flussufer bei Saint-Luperce – Monument historique[4]